# (14594) Jindrašilhán
14594 Jindrasilhan (1998 SS26) – planetoida z pasa głównego asteroid okrążająca Słońce w ciągu 4,03 lat w średniej odległości 2,53 j.a. Odkryta 24 września 1998 roku.